# فرودگاه خلیج سکممن
فرودگاه خلیج سکممن (به انگلیسی: Scammon Bay Airport) یک فرودگاه همگانی با کد یاتا SCM است که یک باند فرود شن دارد و طول باند آن ۹۱۴ متر است. این فرودگاه در کشور ایالات متحده آمریکا قرار دارد و در ارتفاع ۴ متری از سطح دریا واقع شده است.